# Gare de Luzarches
La gare de Luzarches est une gare ferroviaire française, terminus de la ligne de Montsoult - Maffliers à Luzarches, située dans la commune de Luzarches (département du Val-d'Oise). Elle se situe à 35,5 km de la gare de Paris-Nord.
Ouverte en 1880 par la Compagnie des chemins de fer du Nord, c'est aujourd'hui une gare SNCF desservie par les trains de la ligne H du Transilien. C'est à la gare de Luzarches qu'est inaugurée la première circulation commerciale du Z 50000, dit Francilien, le samedi 12 décembre 2009.

## Situation ferroviaire
La gare de Luzarches est située au nord de l'agglomération, à proximité de la commune de Chaumontel.
Établie au nord de la plaine de France à 69 m d'altitude, elle se situe au point kilométrique 35,500 de la ligne de Montsoult - Maffliers à Luzarches, courte antenne à voie unique de onze kilomètres de long, et constitue le terminus en impasse de la ligne.
Elle est la seule gare du parcours, avec la gare de Belloy - Saint-Martin, à posséder deux voies à quai, toutes les deux en impasse. L'unique aiguillage de la gare est contrôlé par une commande centralisée de voie gauche, télécommandée depuis Montsoult. Le quai principalement utilisé, en face du bâtiment voyageurs, a été rehaussé en 2010 pour accueillir le Francilien, et permettre la montée et la descente sans franchissement de marches.

## Histoire

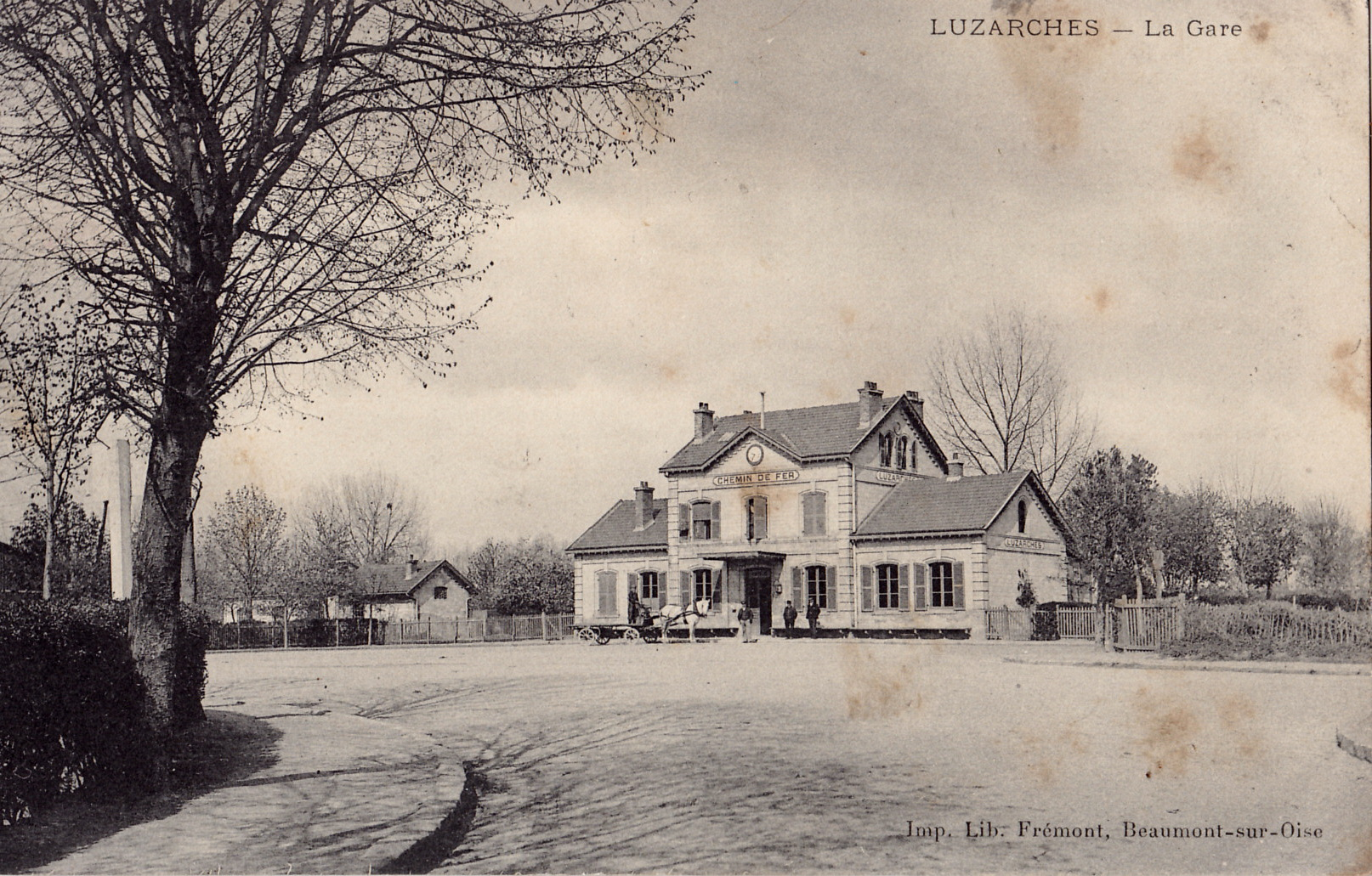
La gare dans les années 1900.

La gare a été ouverte le 1er mai 1880, le même jour que la ligne de Montsoult - Maffliers à Luzarches. Cette courte section avait été prévue pour faire partie d'une ligne de Paris à Chantilly mais ce prolongement ne connut aucune réalisation.
En 2016, selon les estimations de la SNCF, la fréquentation annuelle de la gare est de 216 000 voyageurs, comme en 2015 et en 2014.

## La gare

### Accueil et services
En 2022, le guichet est ouvert le lundi de 7 h à 10 h. Il dispose de boucles magnétiques pour personnes malentendantes. Un distributeur de boissons est disponible dans la salle d'attente.

### Desserte
La gare est desservie par les trains de la ligne H du Transilien (réseau Paris-Nord), à raison d'un train par heure en heures creuses, et d'un train à la demi-heure aux heures de pointe.
Les trains sont généralement omnibus de Paris-Nord à Luzarches. Seuls les trains circulant aux heures de pointe sont semi-directs, ne desservant pas certaines gares, variables selon les tranches horaires, entre Paris-Nord et Sarcelles - Saint-Brice.
Le temps de trajet est, selon les trains, de 47 à 53 minutes depuis Paris-Nord.

## Patrimoine ferroviaire
Le bâtiment voyageurs est typique des petites gares standard de la Compagnie des chemins de fer du Nord, avec un corps central de trois travées flanqué de deux ailes basses symétriques. Le bâtiment de Luzarches est un exemple plus rare dont la façade côté rue s'embellit d'un haut fronton abritant l'horloge de la gare. La façade, revêtue de pierre à l'origine, est désormais couverte d'enduit.

## Galerie de photographies

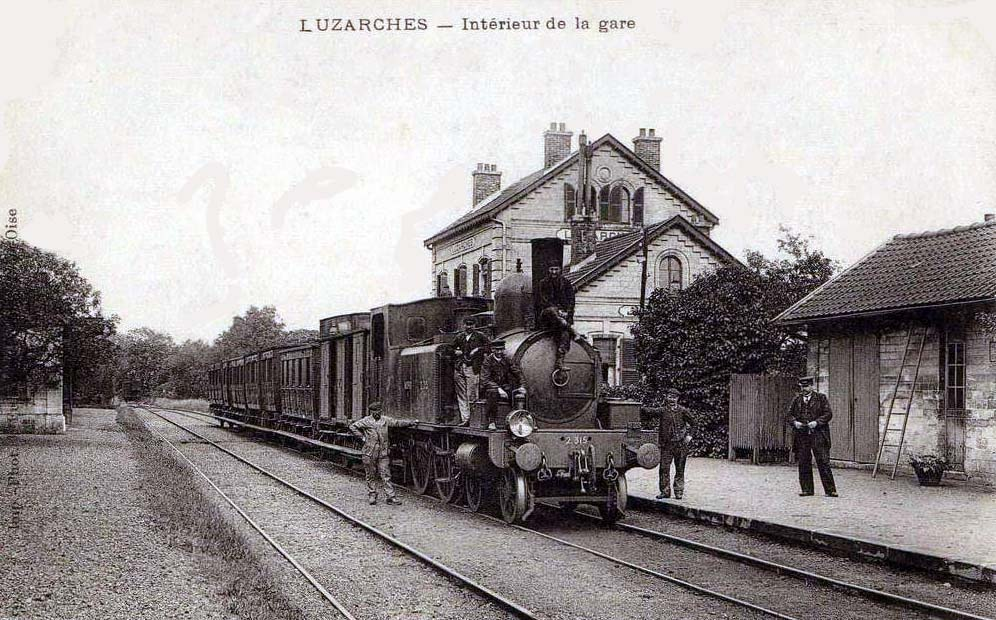
Un train en gare vers 1900.
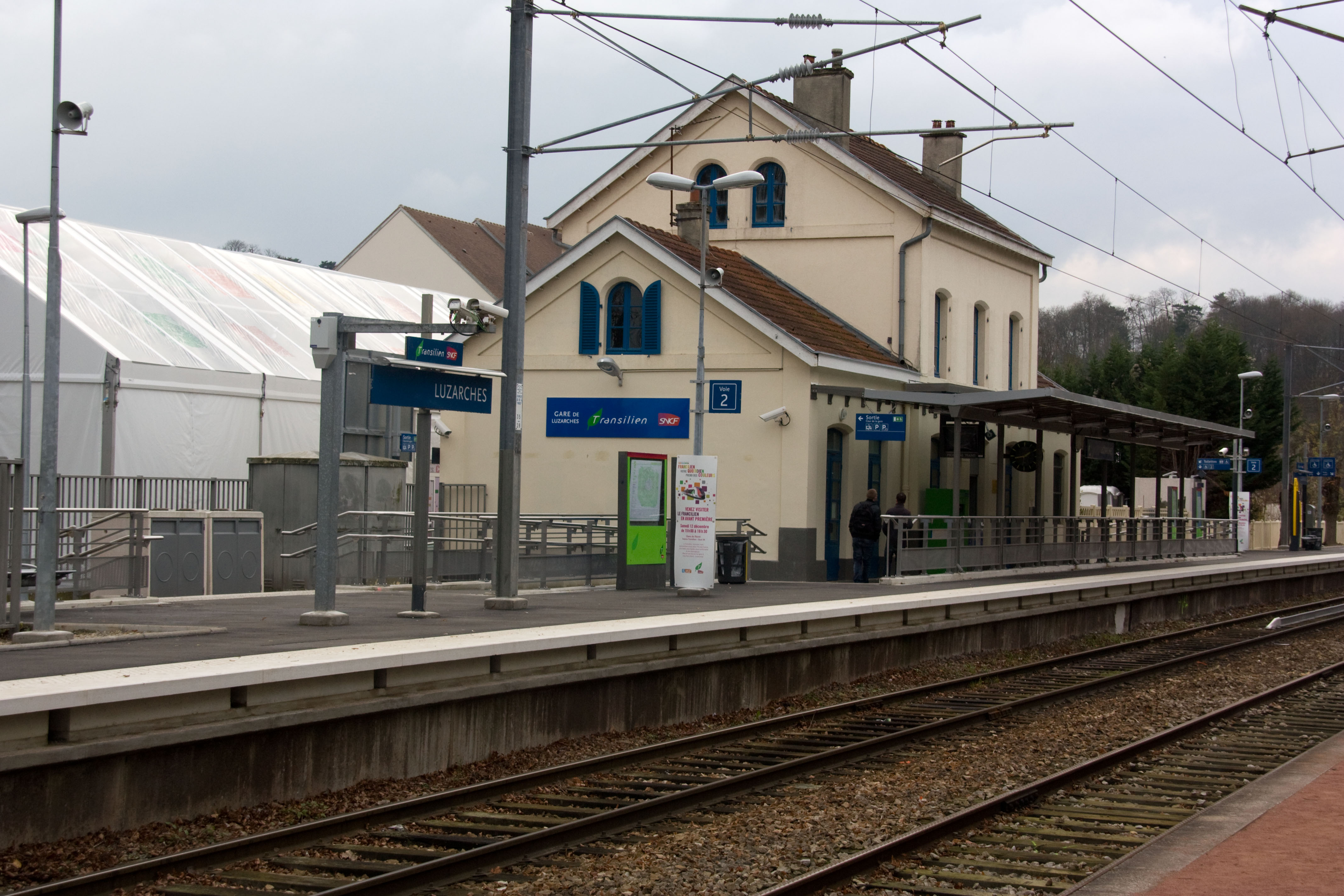
Le bâtiment voyageurs vu du côté voies.
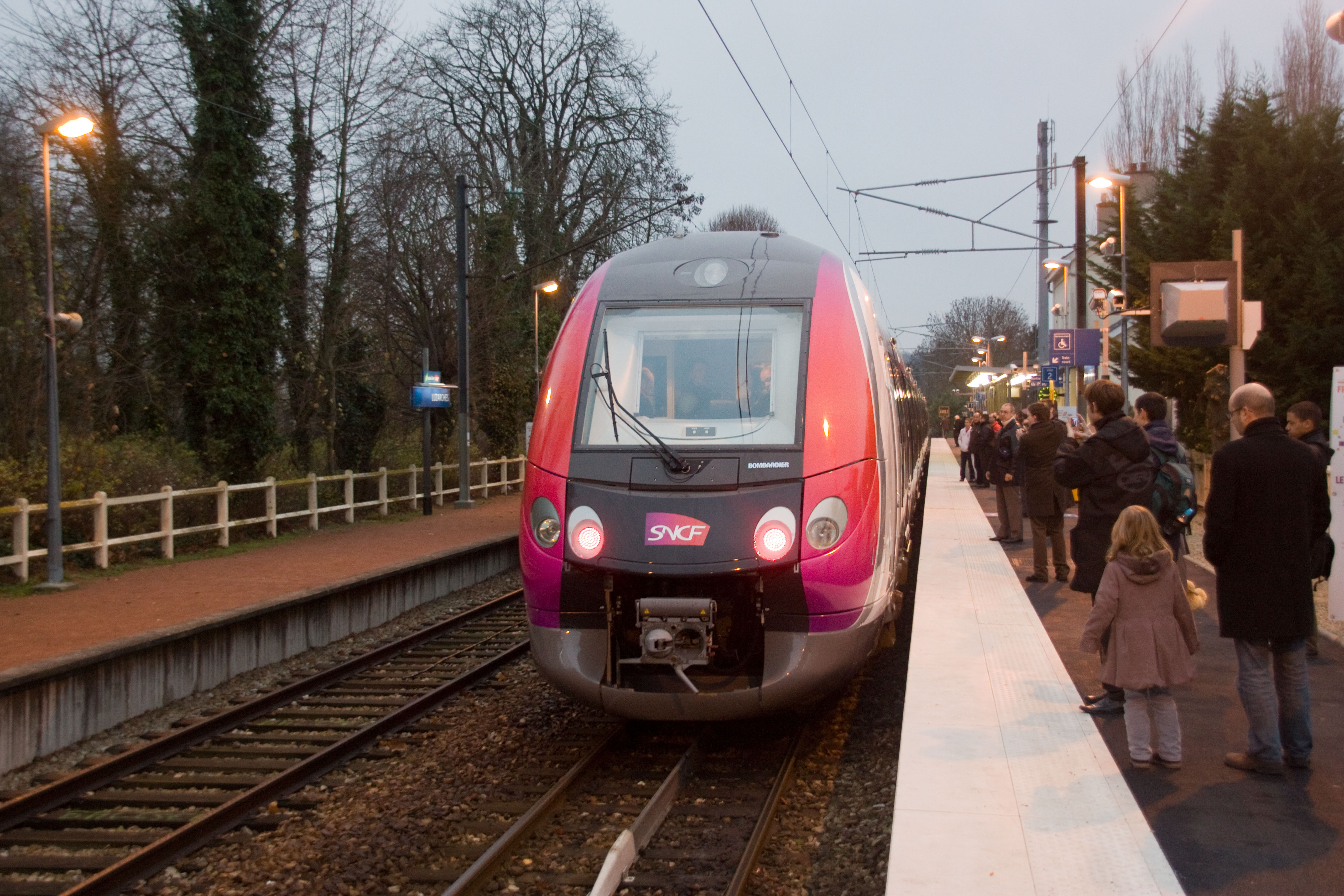
Première circulation du Z 50000, dit Francilien.
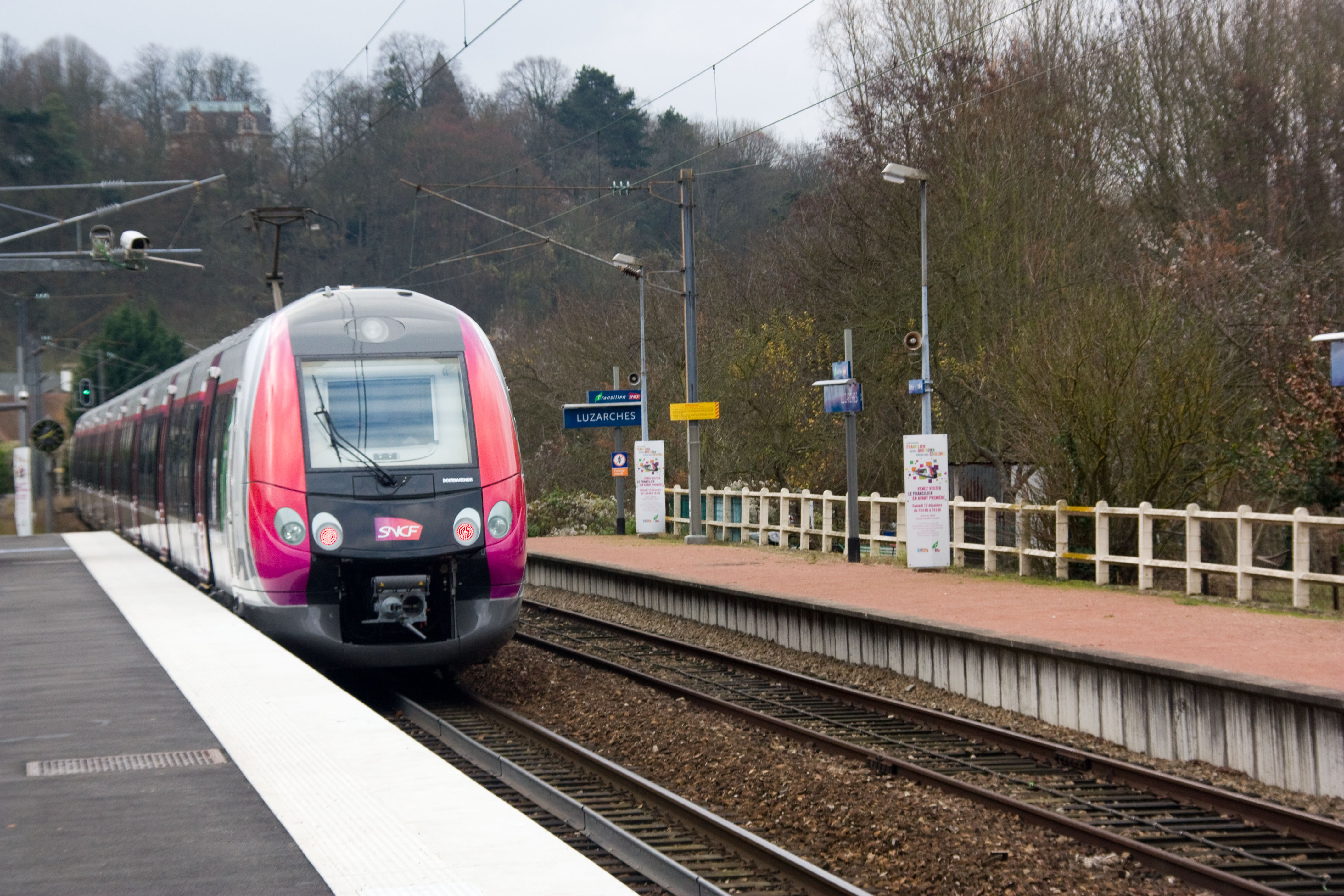
Première circulation du Z 50000, dit Francilien.

## Correspondances

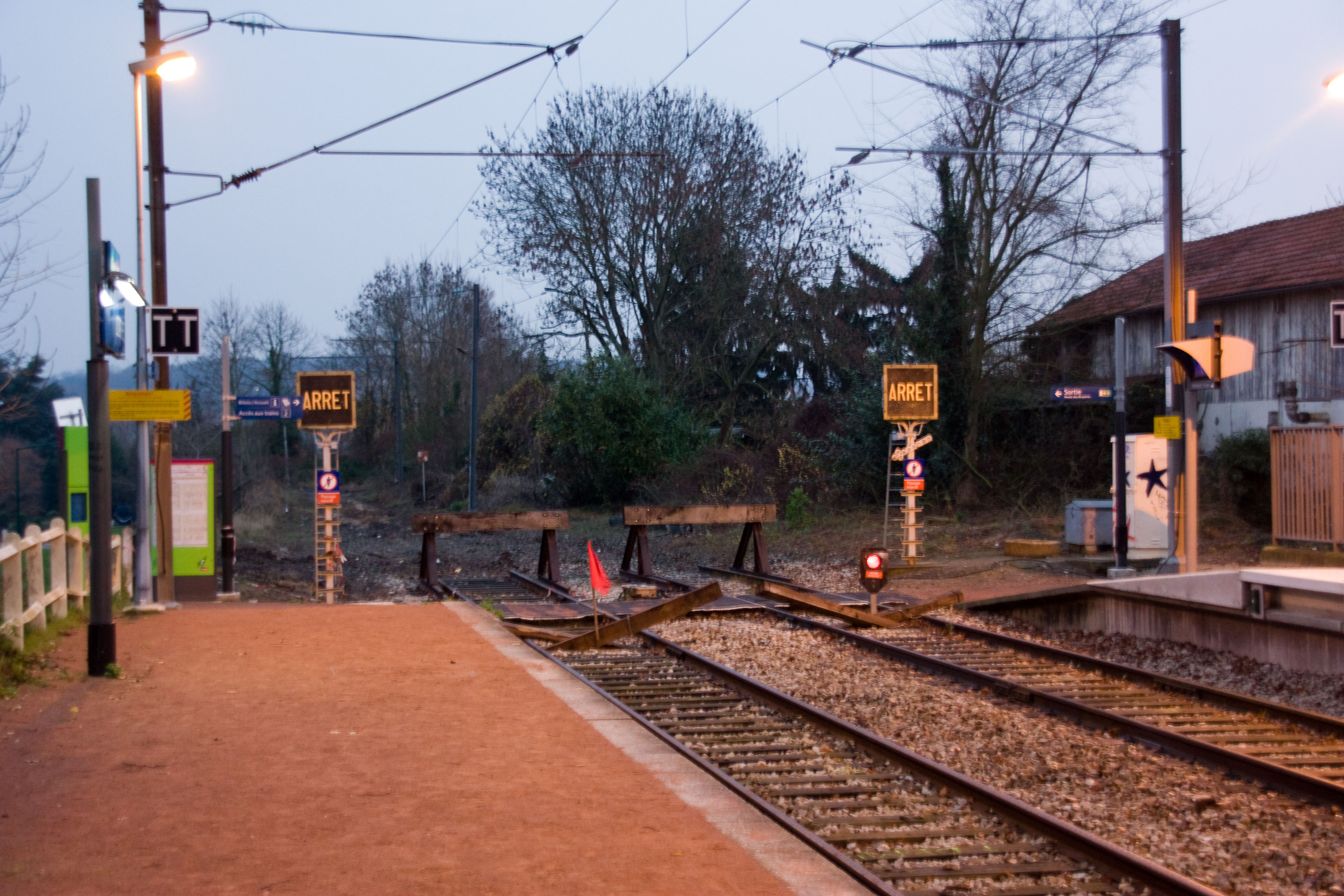
La fin de la ligne de Montsoult - Maffliers à Luzarches, au point kilométrique 35,680.

La gare est desservie par les lignes 1312, 1349, 1350 et Express 100 Persan du réseau de bus Haut Val-d'Oise.